# São Tiago
São Tiago is een gemeente in de Braziliaanse deelstaat Minas Gerais. De gemeente telt 10.645 inwoners (schatting 2009).

## Aangrenzende gemeenten
De gemeente grenst aan Bom Sucesso, Conceição da Barra de Minas, Nazareno, Oliveira, Resende Costa en Ritápolis.

## Verkeer en vervoer
De plaats ligt aan de wegen BR-494 en MG-335.